# Liste der Einträge im National Register of Historic Places im Jefferson County (Illinois)

Lage des Jefferson County in Illinois

Die Liste der Einträge im National Register of Historic Places im Jefferson County in Illinois führt die Bauwerke und historischen Stätten im Jefferson County auf, die in das National Register of Historic Places aufgenommen wurden.
| [ 2 ] | Name                          | Bild                          | Eintragsdatum        | Lage                                                     | Ort          | Beschreibung |
| ----- | ----------------------------- | ----------------------------- | -------------------- | -------------------------------------------------------- | ------------ | ------------ |
| 1     | Appellate Court, 5th District | Appellate Court, 5th District | 1973 ID-Nr. 73000705 | 14th Street Ecke Main Street 38° 19′ 35″ N, 88° 54′ 7″ W | Mount Vernon |              |
| 2     | C. H. Judd House              | C. H. Judd House              | 1983 ID-Nr. 83003571 | Ina-Belle Rive Road 38° 9′ 10″ N, 88° 46′ 7″ W           | Belle Rive   |              |